# Meduha, Halîci
Meduha (în ucraineană Медуха) este localitatea de reședință a comunei Meduha din raionul Halîci, regiunea Ivano-Frankivsk, Ucraina.

## Demografie
Componența lingvistică a localității Meduha
     Ucraineană (98,87%)
     Alte limbi (0,9%)
Conform recensământului din 2001, majoritatea populației localității Meduha era vorbitoare de ucraineană (98,87%), existând în minoritate și vorbitori de alte limbi.